# جماعة الاعتصام
جماعة الاعتصام بالكتاب والسنة (بالصومالية: Jamaacada Al-Ictisaam) جماعة إسلامية دعوية سلفية صومالية، تأسست عام 1996، بعد اندماج حركتي الاتحاد الإسلامي الذي أسس في 1983، والتجمع الإسلامي للإنقاذ الذي أسس عام 1993، وتعدّ الجماعة كبرى الحركات الإسلامية في شرق إفريقيا وأوسعها انتشاراً، وهي حركة تغييرية وإصلاحية شاملة، ينضوي تحت لوائها معظم رموز الدعوة السلفية في الصومال، وتمتد جذورها المنهجية والعقدية إلى أهل السنة والجماعة في النظر والاستدلال، بالإضافة إلى منهج الدعوة والاصلاح والتغيير، كما هو منصوص عليه في منهج الجماعة المنشور.

## نشأتها
تُعتبر جماعة الاعتصام امتدادا لحركة الاتحاد الإسلامي الذي نشأ عام 1983 في جنوب الصومال، وتسلح بعد انهيار الحكومة الصومالية عام 1991، وسعى لإقامة نظام إسلامي ما أدى إلى وصفه بالإرهاب من قبل الولايات المتحدة الأمريكية وحلفاءها، وامتدت حركة الاتحاد الإسلامي خلال خمس سنوات في مختلف أنحاء الصومال لتقيم معسكرات في جنوب وشمال ووسط الصومال، إلا أن الجبهات المسلحة وأبرزها «(SSDF)» بقيادة العقيد عبد الله يوسف أحمد واجهت حركة الاتحاد، وأعقب ذلك اجتياح القوات الإثيوبية للأراضي الصومالية بهدف القضاء على حركة الاتحاد الإسلامي.
بعد تعرض حركة الاتحاد الإسلامي لهزائم متلاحقة في الميدان العسكري من قبل القوات الإثيوبية لا سيما في مدينة لوق، وصولا إلى سيطرة القوات الإثيوبية على منطقة غدو آخر معاقل الاتحاد الإسلامي، دعا العديد من قادة الحركة إلى إلقاء السلاح وحل المعسكرات في حين عزم أعضاء آخرون مواصلة الجهاد المسلَّح وتحوَّل إلى التيَّار الجهادي، وسعى عدد من معارضي عسكرة الدعوة، بعد قيامهم بمراجعات فكرية إلى الانسحاب من المعارك كلها، وإلقاء السلاح، وتفكيك المعسكرات، وتسريح الجنود، والانخراط في الحياة المدنية.
يقول الشيخ عبد القادر نور فارح أحد قيادي حركة الاتحاد الإسلامي في شمال شرق الصومال:
يقول د.عمر إيمان:
يقول محمد الأمين محمد الهادي:

## منهج الجماعة
تصف الجماعة نفسها بأنها «الإمتداد الطبيعي و الوريث الحقيقي للصحوة الإسلامية في الصومال التي ينيف عمرها  على نصف قرن من الزمان، وهي جماعة دعوية قامت من أجل دعوة التوحيد ونشر العقيدة والسّنة لاستئناف حياة إسلامية شاملة. وتنتهج هذه الجماعة لتحقيق ذلك المنهج السلفي في العلم والعمل والدعوة إلى الله .» ، كما أنها تدعو إلى الكتاب والسنة على فهم سلف الأمة.

## طبيعة عمل الجماعة
منذ أواخر التسعينات سعت جماعة الاعتصام إلى الانخراط في المجتمع المدني والخدمة المجتمعية والدعوة والعمل الخيري، فأسست جامعة شرق إفريقيا في مدينة بوصاصو عام 1998، والتي بدورها أنشأت فروعا لها في العديد من المدن الصومالية، ومعاهد تابعة لها، كما أنشأت رابطة المعاهد الشرعية عام 2011، والمعهد العالي للعلوم الشرعية في هرجيسا عام 2014، ومؤسسات خيرية أبرزها مؤسسة المنهاج للدعوة والتنمية، ومؤسسات تجارية كذلك، كما أنها سعت لتحقيق المصالحة بين الفرقاء في الصومال، ونجحت في إخماد صراعات كثيرة نشبت بين القبائل، وكسب علماؤها بذلك ثقة الجميع، وتمتع الجماعة بعلاقات إيجابية مؤثرة مع الإدارات والحكومات الصومالية، وقد تولى أربعة من كوادرها الوزارة في الحكومة المركزية فترة رئاسة شريف شيخ أحمد، بينما شارك في الوزارة في أرض الصومال ثلاثة وزراء، والعدد نفسه تقريباً في حكومة بونتلاند. كما انتخب بعض كوادر الجماعة، عبر عشائرهم، أعضاء في البرلمان الفيدرالي، وكذلك في المجالس النيابية في بونتلاند وصوماليلاند

## الصراع مع حركةالشباب
تعرض عدد من رموز جماعة الاعتصام بالكتاب والسنة للاغتيال على يد مقاتلي حركة الشباب التي اتهمت الجماعة بالتحالف مع العلمانيين والحكومة الصومالية التي تصفها الحركة بالتابعة للغرب، وكان علماء جماعة الاعتصام قد دعوا حركة الشباب مرارا إلى نبذ العنف والجلوس على طاولة الحوار، إلا أن حركة الشباب ردت باغتيال عدد من رموز جماعة الاعتصام كما حاولت اغتيال آخرين.
وممن تعرض للاغتيال:
- أحمد حاج عبد الرحمن (1957 - 2011) [21][22]
- عبد القادر نور فارح (1940 - 2013) [23][24]
- عبد الناصر حاج أحمد (1957 - 2022) [25]

وممن حاولت الحركة اغتيالهم أو هددتهم بالقتل:
- بشير أحمد صلاد - رئيس هيئة علماء الصومال ورئيس مجلس شورى جماعة الإعتصام [26][27]
- محمد عبده أمل - عالم مسلم مقيم في نيروبي [28][29]

## انتقادات
تعرضت جماعة الاعتصام بالكتاب والسنة على مدى تاريخها للعديد من الاتهامات من خصومها من شتى التيارات الفكرية، فحركة الشباب تتهمها بالركون إلى الظالمين وترك الجهاد، في حين يتهمها تيار سلفي يعرف بالسلفية الجديدة أو المداخلة بالتشدد وتكفير المخالفين، وارتكاب البدع، كما يتهمها آخرون بالسعي لحكم البلاد، وترفض الجماعة هذه الاتهامات جملة وتفصيلا.